# Entoloma ortonii
Entoloma ortonii är en svampart som beskrevs av Arnolds & Noordel. 1979. Entoloma ortonii ingår i släktet Entoloma och familjen Entolomataceae.  Arten är reproducerande i Sverige. Inga underarter finns listade i Catalogue of Life.